# Templo de Brihadisvara

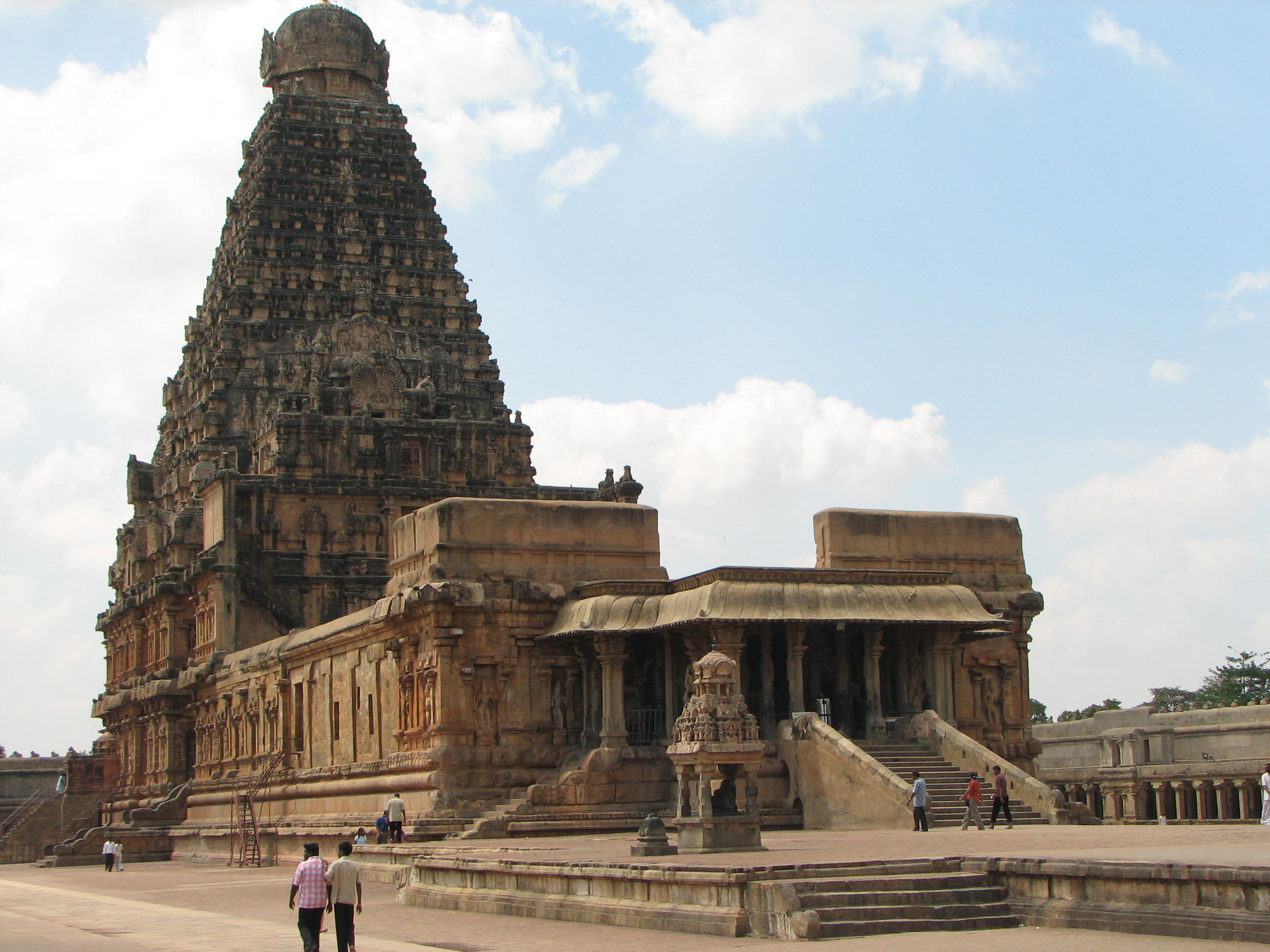
Vimana

O templo de Brihadeeswarar, templo de Brihadisvara, Peruvudaiyar Koyil (em tâmil:  பெருவுடையார் கோயில்) ou templo de Râjarâjeshvaram, nome do seu construtor, situado na cidade de Tanjore (Thanjavur), estado de Tâmil Nadu, Índia do Sul, é um templo hindu exemplar do estilo dravidiano de arquitetura religiosa.
É o primeiro grande templo do granito do mundo e exemplo brilhante do apogeu do Império Chola de Vishwakarmas e da arquitetura tâmil. É um tributo e reflexão sobre o poder do seu patrono Rajaraja Chola I. É ainda o maior templo da Índia e uma das maiores glórias da arquitetura indiana. Faz parte do sítio classificado pela UNESCO como Património da Humanidade denominado "Grandes templos vivos cholas".
Foi construído pelo rei chola Rajaraja Chola I entre 1003 e 1010. No 257.º dia do 25.º  ano do seu reinado (1010), Rajaraja Chola assistiu à instalação do pote de cobre no topo do vimâna de 13 andares, com um total de 66 m e coroado com um bloco monolítico de 80 toneladas. Esta cerimónia indica que o templo ficou completo e está em funcionamento. O edifício, dedicado a Shiva-Rudra, é rodeado por dois compartimentos retangulares, e é ele próprio feito de blocos de granito. A lenda diz que uma rampa de terra de mais de 6 km foi necessária para construir o bolbo monolítico até ser colocado no topo do vimâna, uma técnica também usada no Antigo Egito. Arqueólogos, ao que parece, descobriram os restos deste artefacto.
O lingam do templo é provavelmente o maior já feito, e foi originalmente chamado Adavallan, que é um bom dançarino - para atrair a figura de Shiva Natarâja tradicional no sul da Índia. O templo está coberto exterior e interiormente, o que é muito raro, por um grande número de esculturas, algumas das quais tiveram alterações no período Maratha.
O Nandi, que data do período Nayaka, que está alojado em seu próprio mandapa, é consistente com as proporções do edifício. Este é um Nandi monolítico pesando cerca de 25 toneladas de 4 metros de altura e 5 metros de comprimento.
O Periya Nayak, no interior do recinto, é uma adição do período Pandya.
Em 2010 o templo completou um milénio, tendo na ocasião servido de palco a numerosas festividades e comemorações.

## Galeria

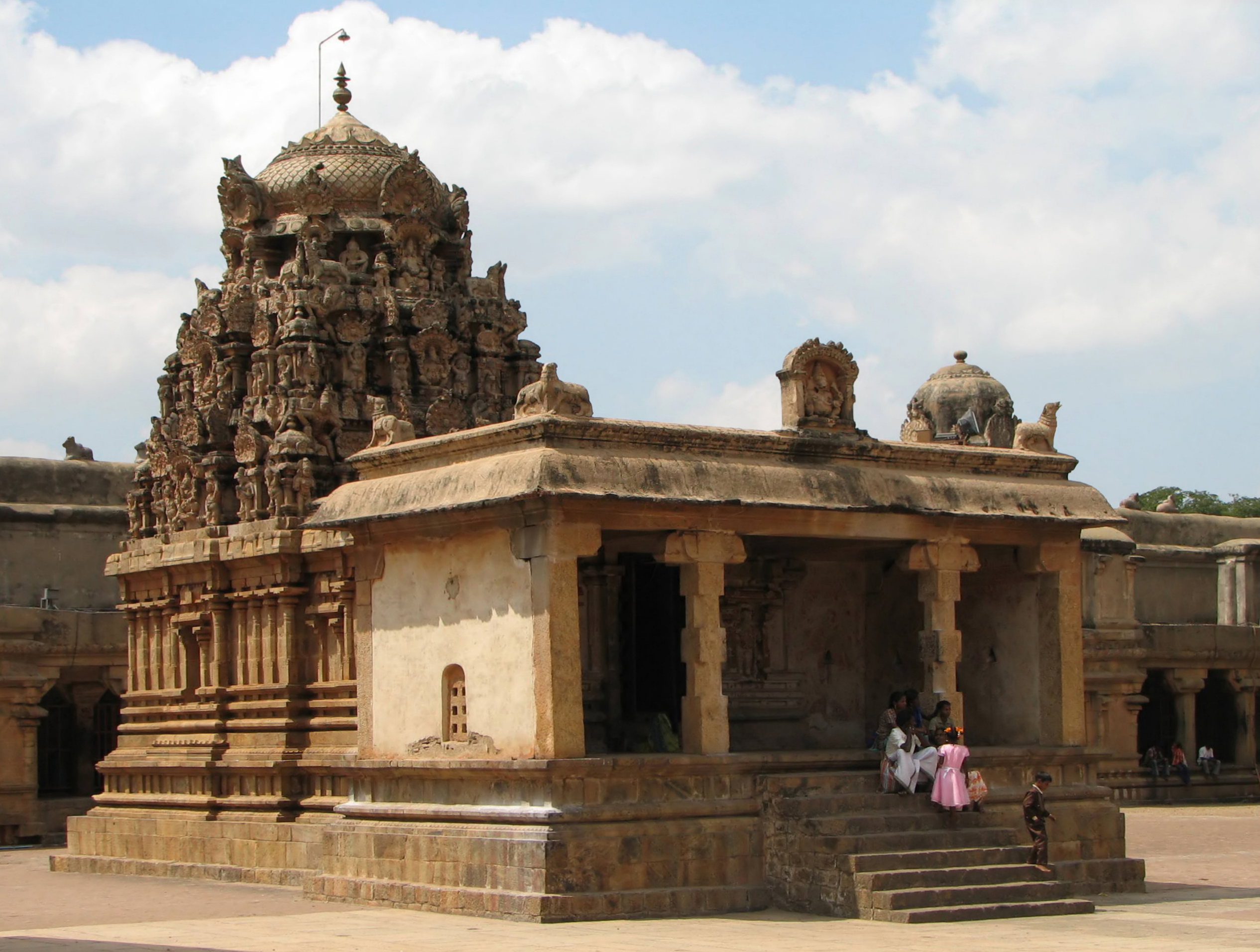
Santuário de Ganapathy
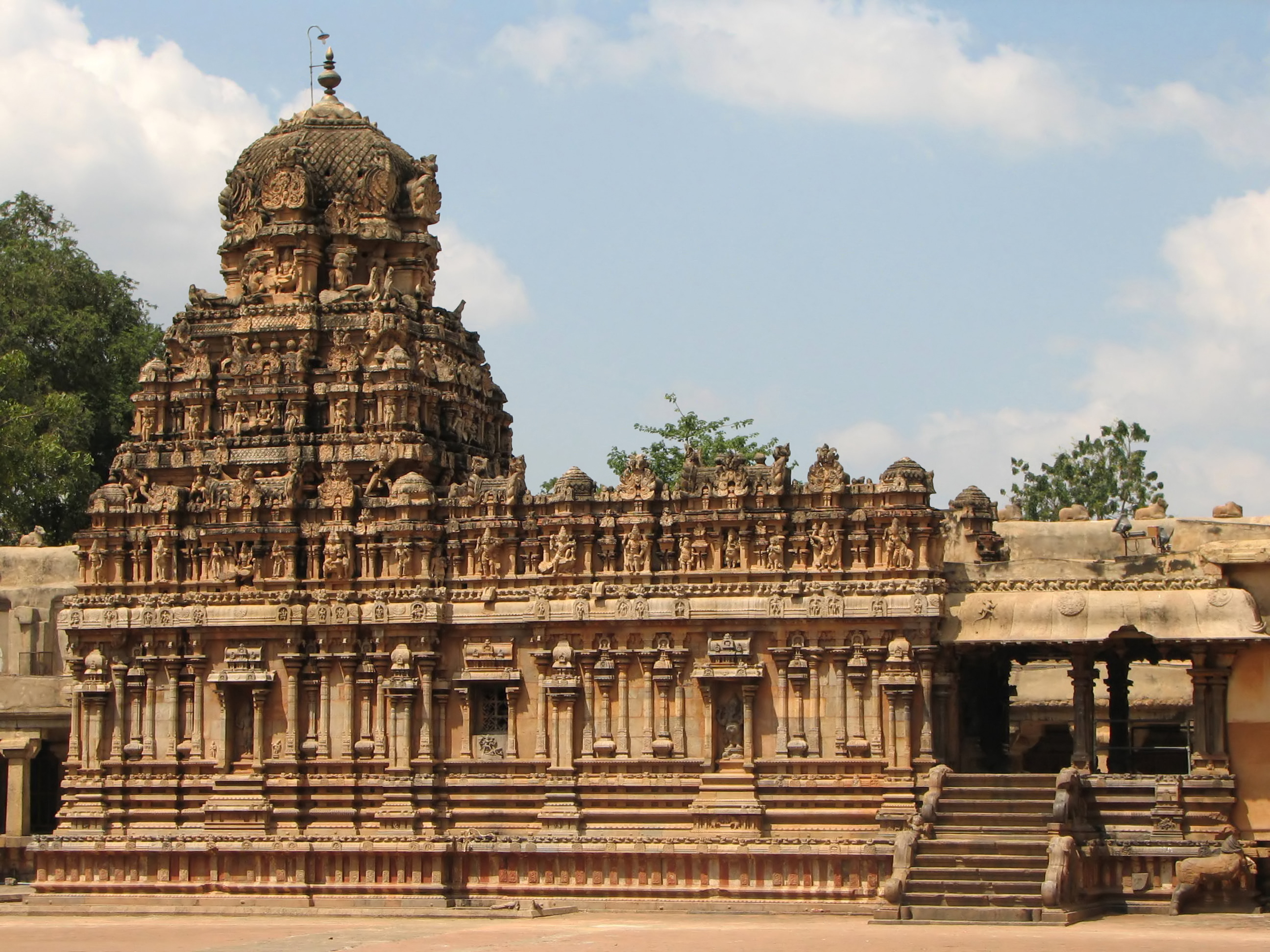
Santuário de Sri Subramanya
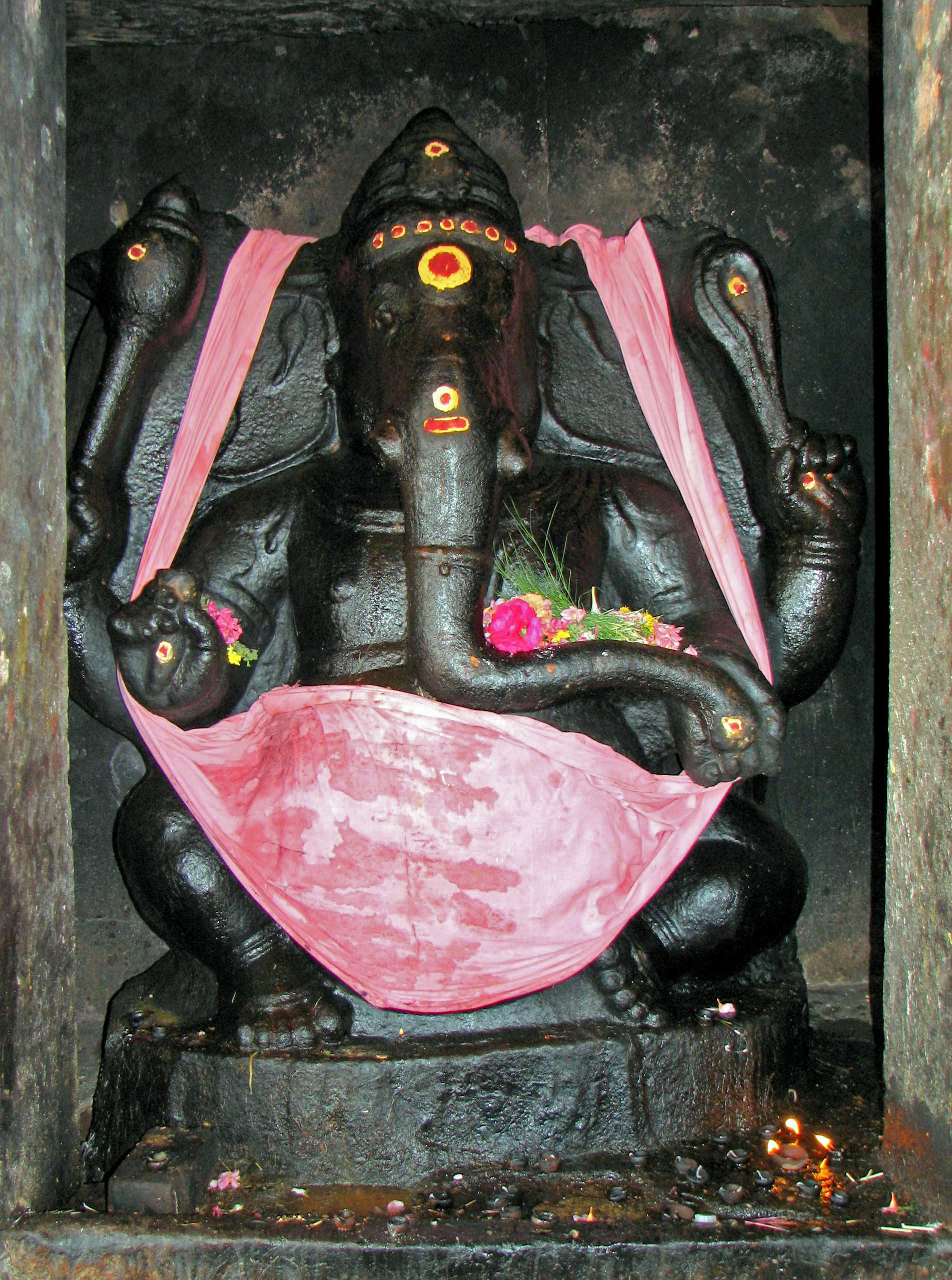
Escultura de Ganesha
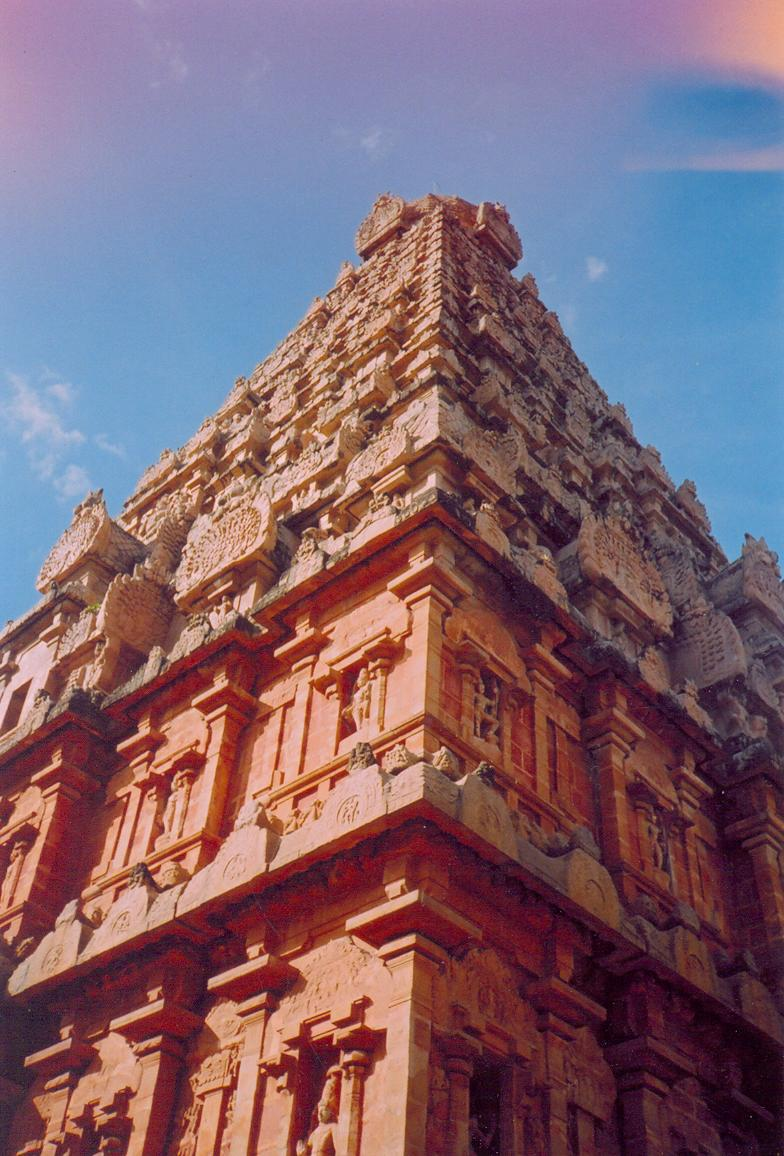
Vista do vimâna (ou rajâgopuram) em baixo contra-ângulo
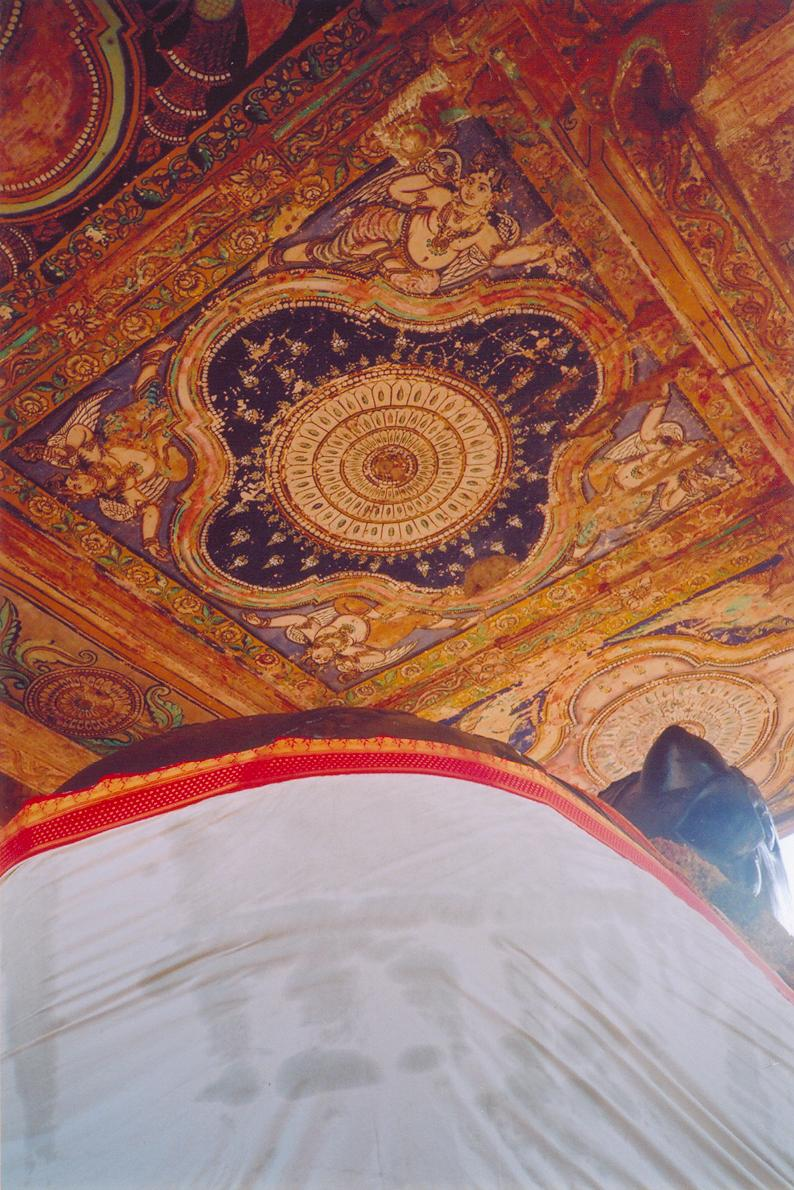
Teto pintado do Nandi
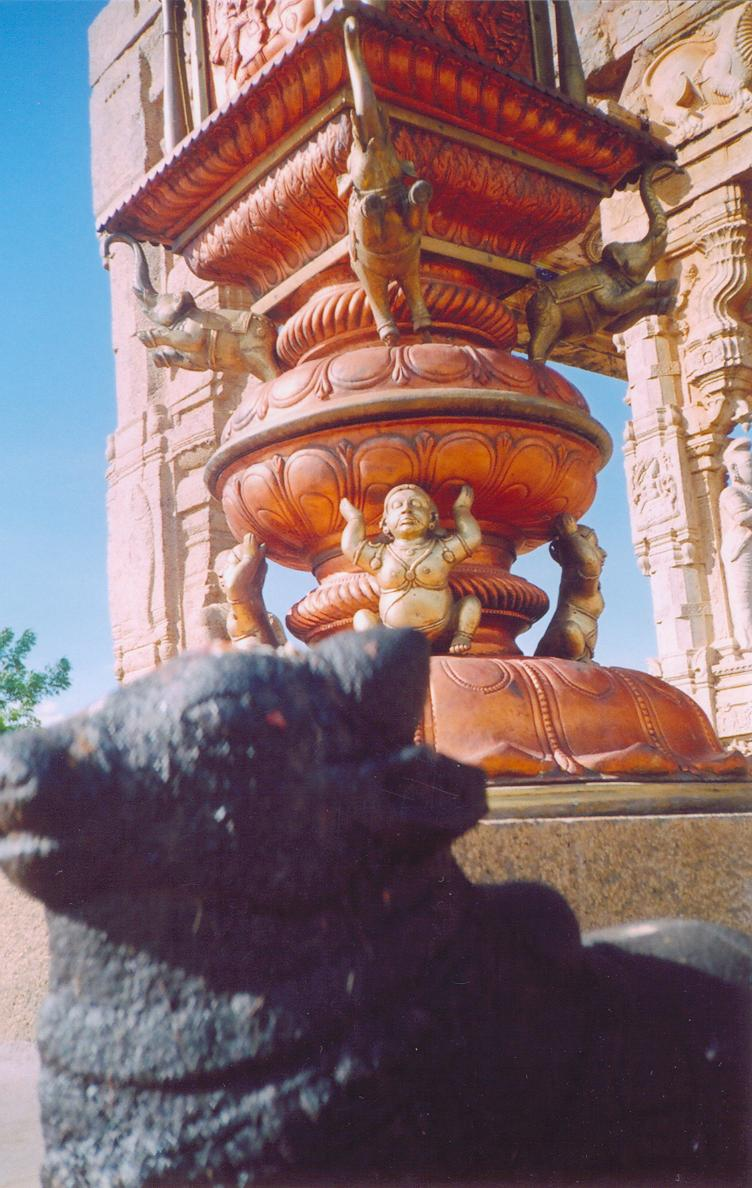
Pilar ornado
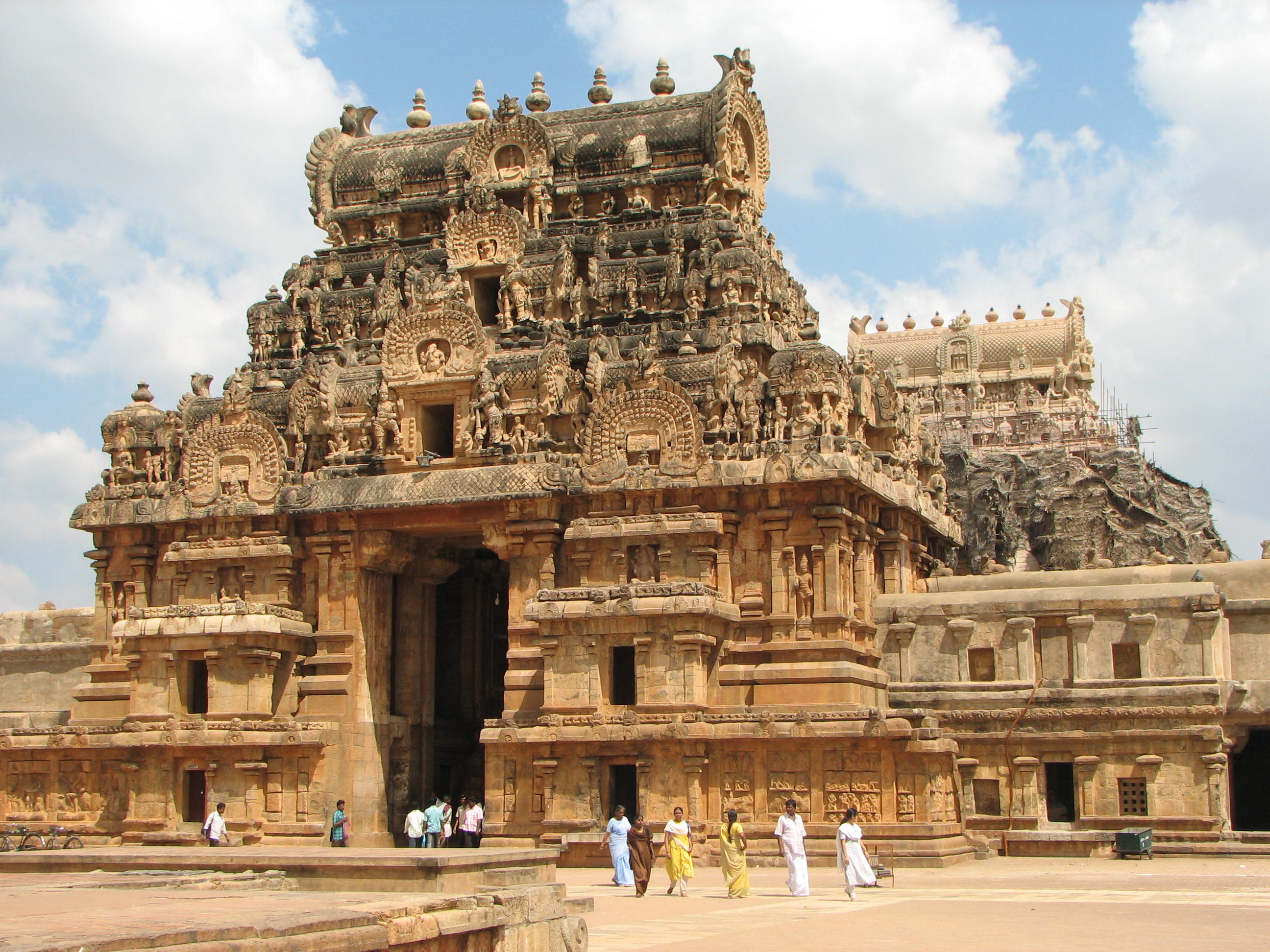
Entrada principal
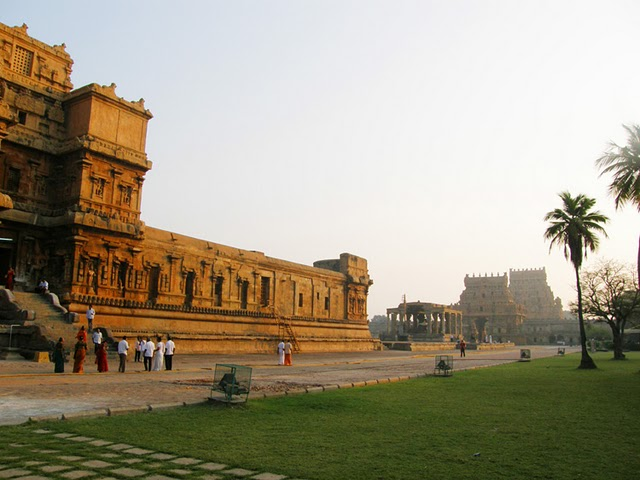
Vista geral
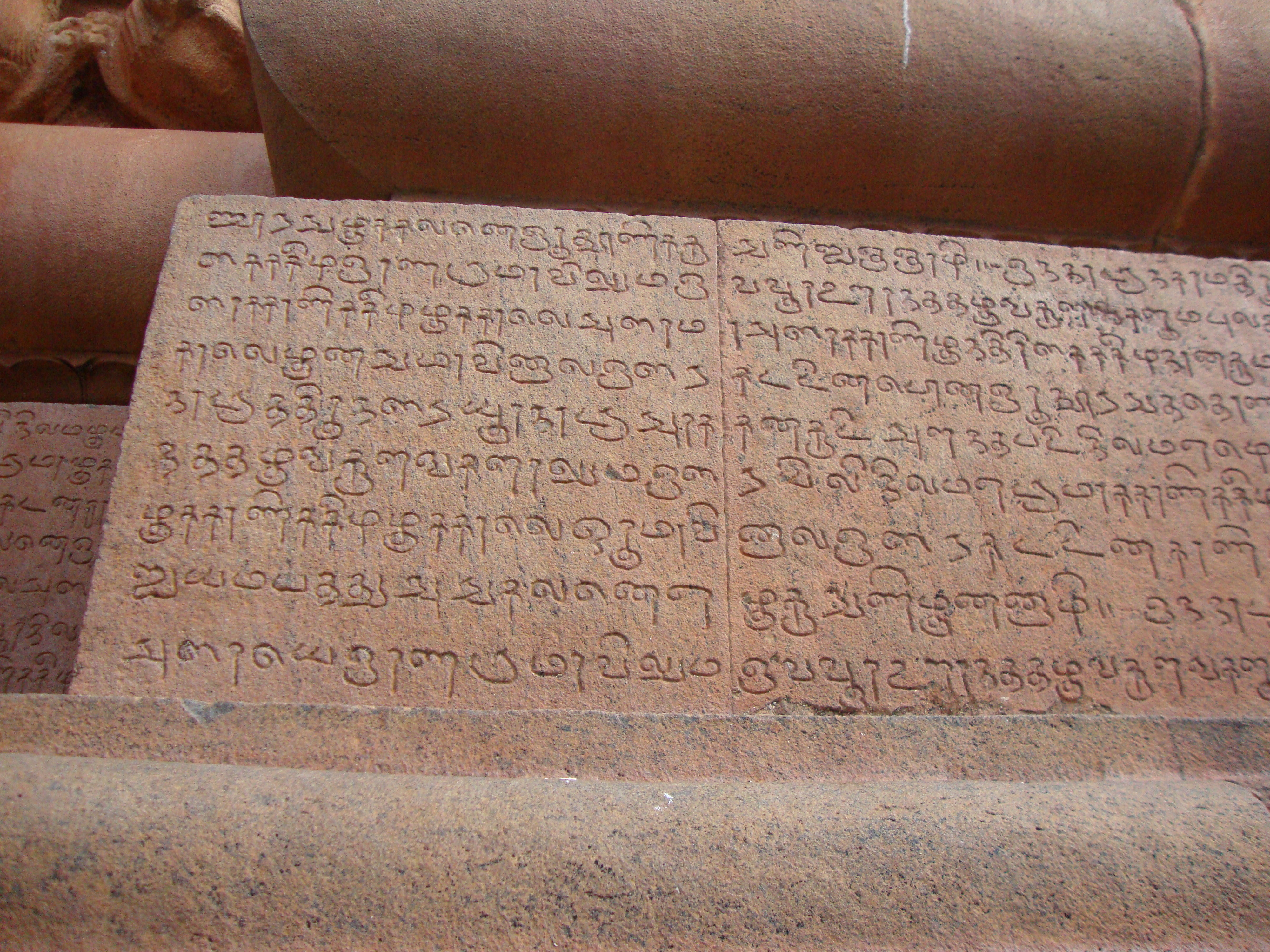
Inscrições no templo
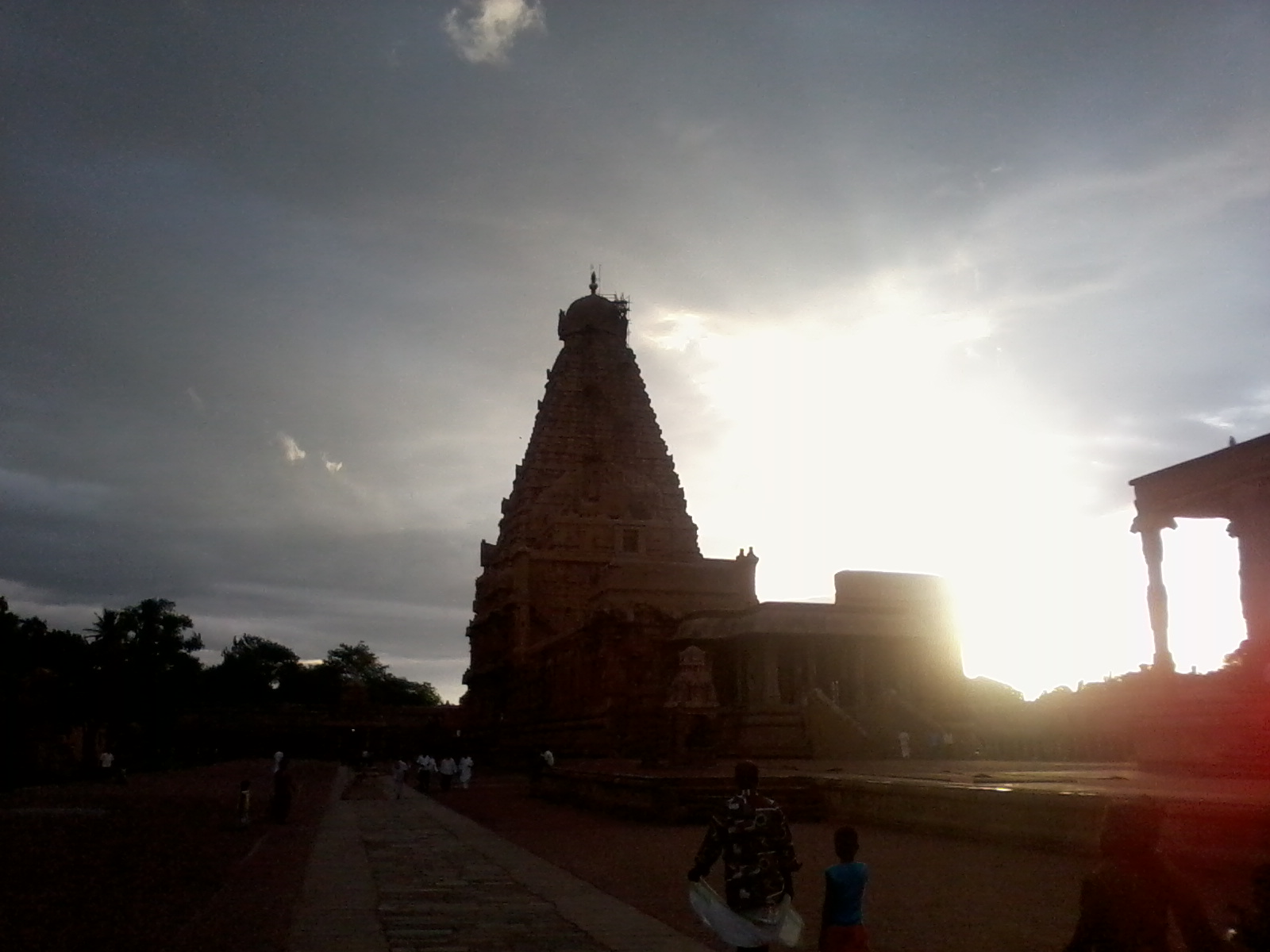
Templo ao pôr-do-Sol
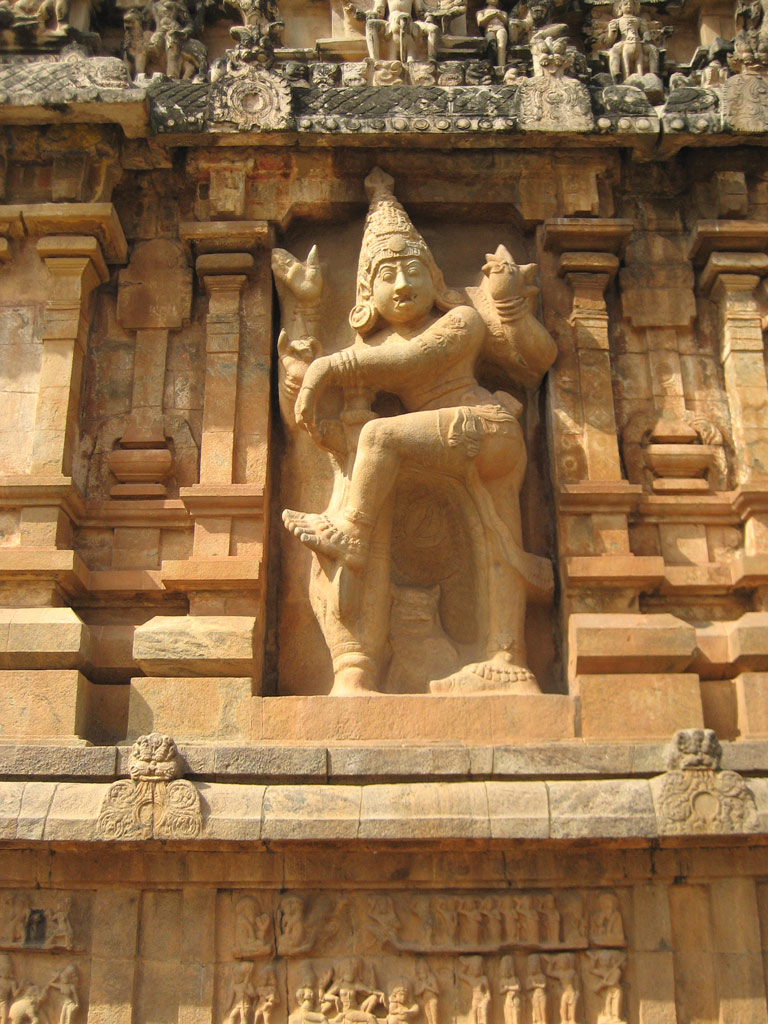
Pormenor do gopuram (torre principal)
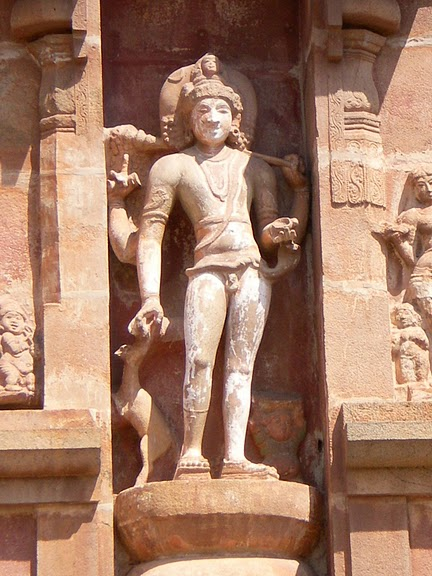
Estátua de Bhikshatana (torre principal)